# Robert Ganter
Robert Ganter (* 8. November 1896 in Bretten; † 15. Mai 1974 ebenda) war ein Politiker der CDU. Er gehörte von 1956 bis 1964 als Abgeordneter dem Landtag von Baden-Württemberg an.

## Leben
Nach dem Besuch der Volksschule und einer höheren Schule in Bretten besuchte Ganter das Lehrerseminar Karlsruhe. Von 1914 bis 1918 nahm er als Soldat am Ersten Weltkrieg teil. Im Anschluss daran war er im Schuldienst tätig. 1938 wurde er Offizier bei der Luftwaffe; er nahm am Zweiten Weltkrieg teil und wurde zum Oberst befördert. Zuletzt geriet er in US-amerikanische Gefangenschaft.
Nach seiner Rückkehr aus der Kriegsgefangenschaft arbeitete Ganter wieder im Schuldienst in Bretten. Ab 1955 war er beim Stadtschulamt Karlsruhe tätig, zuletzt als Oberschulrat.

## Politik
1956 zog Ganter erstmals in den Baden-Württembergischen Landtag ein, nachdem er die Wahl direkt gewinnen konnte. Für die CDU-Fraktion war diese zweite Legislaturperiode, in der Kurt Georg Kiesinger ab 1958 Ministerpräsident war, davon geprägt, die Teilung des Bundeslandes zu verhindern. So wurde etwa die Gründung von Landschaftsverbänden, nach dem Vorbild aus NRW, vorgeschlagen, um eine gemeinsame Identität im Land zu schaffen. Daneben wurde die Ausbildung der Volksschullehrer im Land einheitlich geregelt. Bei der dritten Landtagswahl in Baden-Württemberg 1960 konnte Ganter sein Direktmandat im Wahlkreis Karlsruhe-Land I verteidigen. Inhaltlich setzte die CDU-Fraktion in dieser Regierungszeit eine Erneuerung des kommunalen Finanzausgleich um und führte eine Bildungsreform durch, die den Übergang von Grundschule zu den anderen Schulformen regelte. Darüber hinaus wurde das Hauptschulwesen hinsichtlich der Inhalte vereinheitlicht. Den Bestrebungen der Energieversorgung durch die neue Technologie der Atomkraft mit Kernkraftwerken in Baden-Württemberg zu begegnen, stand Ganter skeptisch gegenüber. Als Kommunalpolitiker setzte er sich als stellvertretender Bürgermeister und Schulrat für lokale Belange wie etwa den Straßenausbau oder das örtliche Theater, auch gegen Widerstand vom Regierungssitz in Stuttgart, ein. Er war zeitweilig Vorsitzender des CDU-Kreisverbandes Karlsruhe-Land.

## Ehrungen
Ganter erhielt am 30. Juni 1967 die Ehrenbürgerwürde der Stadt Bretten.